# Igor Vlagyimirovics Kvasa
Igor Vlagyimirovics Kvasa (oroszul: И́горь Влади́мирович Кваша́, Moszkva, 1933. február 4. – Moszkva, 2012. augusztus 30.) orosz színész. A Szovremennyik Színház egyik alapítója volt Galina Volcsekkel, Oleg Jefremovval, Jevgenyij Jevsztyignyejevvel és Oleg Tabakovval együtt, melynek egyik vezető színésze volt. 1978-ban megkapta az OSZSZSZK Népművésze címet.

## Életrajz
Igor Kvasa Moszkvában született Vlagyimir Iljics Kvasa és Dora Zaharovna Kvasa fiaként orosz zsidó családban. Apja a moszkvai Mengyelejev vegyipari technológiai egyetemen (akkori nevén moszkvai Mengyelejev vegyipari technológiai intézet) volt tanszékvezető és a sztálingrádi fronton halt meg 1943-ban, anyja oligofrénpedagógus és szurdopedagógus volt. Kvasa a Moszkvai Művész Színház (Московский Художественный театр) iskolájában végzett, ahol Alekszandr Karev tanította őt. A diploma megszerzése után a Moszkvai Művész Színház társulatához csatlakozott, ahol két évig, 1955-től 1957-ig maradt. 1957-ben az újonnan létrehozott moszkvai Szovremennyik Színházban kezdett el dolgozni, melynek élete végéig tagja maradt.
1994-ben – a Mihail Bulgakov regénye alapján készült – Jurij Kara által rendezett A Mester és Margarita című filmben Sztravinszkij elmeorvos szerepét játszotta, ezt a filmet azonban csak 2011-ben mutatták be Oroszországban.
Három filmben is megformálta Sztálin figuráját: 1995-ben a Jurij Szorokin rendezte Pod znakom szkorpiona, 2006-ban az Alekszandr Szolzsenyicin regénye alapján – Gleb Panfilov  rendezésében készült – A pokol tornáca („V kruge pervom”) című tv-sorozatban, 2008-ban pedig az ugyancsak Gleb Panfilov rendezésében készült Hranity vecsno című filmben.
A kezdetektől (1998-tól) műsorvezetője volt a több országban (Oroszország, Belorusszia, Ukrajna, Moldávia, Kazahsztán,  Örményország) fogható Várj rám című, Pervij Kanal-on (Első csatornán) futó keresőműsornak, amit élete végéig vezetett. Ebben a műsorban emberek keresték elveszett vagy elveszettnek hitt ismerőseiket, hozzátartozóikat.
Moszkvában halt meg 79 éves korában.

## Színházi szerepei (Szovremennyik Színház)
- 1956: Viktor Rozov: Örökké élnek (Vlagyimir)
- 1959: Avenyir Zak - Iszaj Kuznyecov: Fekete vagy vörös (Sura Gorjacsev)
- 1960: Jevgenyij Svarc: A király meztelen (miniszterelnök)
- 1961: Konsztantyin Szimonov: A negyedik (Dick)
- 1962: Leonyid Zorin: Moszkvai idő szerint (Zvavics)
- 1962: Ernest Hemingway: Az ötödik hadoszlop (Max)
- 1964: Edmond Rostand: Cyrano de Bergerac (Cyrano)
- 1965: John Osborne: Dühöngő ifjúság (Jimmy)
- 1966: Ivan Goncsarov - Viktor Rozov: Hétköznapi történet (Poszpelov)
- 1967: Viktor Rozov: Érettségi találkozó (másik magyar címe: Véndiákok) (Jevgenyij Puhov)
- 1967: Leonyid Zorin: Dekabristák (Pesztel)
- 1967: Mihail Satrov: Bolsevikok (Szverdlov)
- 1968: Makszim Gorkij: Éjjeli menedékhely (Luke)
- 1970:	Viktor Rozov: A futópályán (Kim)
- 1971: Rajmond Kaugver: Saját sziget/Az ígéret földje (Rijpsz)
- 1973: Csingiz Ajtmatov - Kaltaj Muhamedzsanov: Fent a Fudzsijámán (Mambet)
- 1973: Mihail Szaltikov-Scsedrin: Balalajkin és társai (mesélő)
- 1976: Anton Csehov: Cseresznyéskert (Leonyid Andrejevics Gajev)
- 1977: Alla Szokolova: Farjatyev álmai (Pavel Farjatyev)
- 1977: Alekszandr Gelman: Visszajelzés (Okunyev)
- 1979: Henrik Ibsen: Népgyűlölő (Dr. Stockman)
- 1980: Mihail Roscsin: Olga (Mjakisev)
- 1980: Viktor Rozov: Örökké élnek (Borozgyin)
- 1981: Mihail Bulgakov: Képmutatók cselszövése (Molière)
- 1982: Anton Csehov: Három nővér (Csebutikin)
- 1984: Mihail Bulgakov: A Turbin család napjai (Alekszej)
- 1985: Mihail Satrov: Bolsevikok (felújítás) (Szverdlov)
- 1987: Arthur Miller: Közjáték Vichyben (Dr. Leduc)
- 1988: Fjodor Szologub: Undok ördög (Peredonov)
- 1989: Jevgenyija Ginzburg: Erőltetett menet (Doktor)
- 1991: Neil Simon: Második fejezet (George)
- 1995: William Shakespeare: A windsori víg nők (Falstaff)
- 1996: Nyikolaj Jurjevics Klimontovics (Dosztojevszkij regényének motívumai alapján): A Karamazovok és a pokol - Karamazov apja
- 1996: Anton Csehov: Cseresznyéskert (felújítás) (Leonyid Andrejevics Gajev)
- 2001: Mihail Szaltikov-Scsedrin: Balalajkin és társai (mesélő)
- 2004: Dosztojevszkij: Ördögök (Sztyepan Trofimovics Verhovenszkij)

## Filmográfia
- Egy fogorvos kalandjai (1965)
- Nem a legszerencsésebb nap (1968)
- Hárman a kincs nyomában (1973)
- Mr. McKinley szökése (1975)
- A kis rendőr nagy napjai (1981)
- Egy trombitás Szocsiban (1982)
- Mester és Margarita (1994, 2011-ben került bemutatásra Oroszországban)
- Pod znakom szkorpiona (1995)
- Az átváltozás (Franz Kafka regénye alapján) (2002)
- A pokol tornáca (tv-sorozat) (2006)
- Hranity vecsno (2008)

## Díjai
- OSZSZSZK Népművésze (1978)
- Barátságért Érdemrend (1995)
- Hazáért érdemrend III. fokozata (2006)
- Az orosz köztársasági elnök köszönete (2008)
- Andrej Mironov „Figaro” orosz nemzeti színész Díj (2012)

## Fordítás
- Ez a szócikk részben vagy egészben  a(z)   Кваша,_Игорь_Владимирович című orosz Wikipédia-szócikk fordításán alapul.  Az eredeti cikk szerkesztőit annak laptörténete sorolja fel. Ez a jelzés csupán a megfogalmazás eredetét és a szerzői jogokat jelzi, nem szolgál a cikkben szereplő információk forrásmegjelöléseként.